# Усть-Утяк
Усть-Утя́к (рос. Усть-Утяк) — селище у складі Кетовського району Курганської області, Росія. Входить до складу Лісниковської сільської ради.
Населення — 456 осіб (2010, 309 у 2002).